# Fundulopanchax traudeae
Fundulopanchax traudeae är en fiskart som först beskrevs av Radda, 1971.  Fundulopanchax traudeae ingår i släktet Fundulopanchax och familjen Nothobranchiidae. IUCN kategoriserar arten globalt som otillräckligt studerad. Inga underarter finns listade i Catalogue of Life.